# Базен, Эрнест (дерматолог)
Антуа́н Пьер Эрне́ст Базе́н (фр. Antoine Pierre Ernest Bazin; 20 февраля 1807, Сен-Брис-су-Форе, департамент Валь-д’Уаз, Франция — 14 декабря 1878, Париж) — французский дерматолог.

## Биография
Эрнест Базен происходил из старинной врачебной семьи — его предки занимались этой профессией как минимум в течение шести поколений до него — с тех пор, как Гийом Базен получил в Париже звание доктора в 1466 году. Сын Пьер-Элизабета Базена — доктора медицины в больнице в Сен-Брисе, члена муниципального совета с 1801 года и мэра городка в 1821—1825 и 1846—1852 годах, и Анны Розы Голь. У Эрнеста Базена было двое братьев — Антуан Базен, известный синолог и Пьер-Альфонс Базен — врач, вслед за своим отцом работавший в больнице в Сен-Брисе.
Изучал медицину в Париже, в 1828 года Базен получил золотую медаль в экстернатуре и был зачислен в интернатуру при Объединении парижских больниц. 21 августа 1834 года, защитив диссертацию, посвящённую эссенциальной лихорадке, получил звание доктора медицины. В 1835 году предпринял неудачную попытку получить должность профессора, но ему это удалось только через 2 года. С 1836 года — врач в Объединении парижских больниц, с 1841 по 1844 год — врач в парижской больнице Лурсин, с 1847 — заведующий отделением в больнице Святого Людовика, и где одна из палат сегодня носит его имя. Начиная с 1853 году в течение 25 лет занимался научными исследованиями, специализируясь на кожных заболеваниях и сифилисе.
Эрнест Базен скончался в 1878 году и был похоронен в семейном склепе в Сен-Брисе.

## Научная деятельность
Первый французский дерматолог, исследователь чесоточного зудня, заразительного моллюска (лат. acne varioliformis Bazin), экссудативной эритемы (erythema induratum Bazin, туберкулеза кожи (одна из форм туберкулёза кожи названа его именем — болезнь Базена), проказы. В своих публикациях Базен обращал внимание на связь кожных заболеваний с состоянием внутренних органов.

## Сочинения
- De l'acne varioliforme, 1851
- Érythème induré scrofuleux, 1855
- Recherches sur la nature et le traitement des teignes, 1853
- Leçons théoriques et cliniques sur la scrofule, considérée en elle-même et dans ses rapports avec la syphilis, la dartre et l'arthritis, 1858
- Leçons théoriques et cliniques sur les affections cutanées parasitaires, 1858
- Leçons théoriques et cliniques sur les syphilides, 1859
- Leçons théoriques et cliniques sur les affections génériques de la peau, 1862
- Leçons théoriques et cliniques sur les affections cutanées de nature arthritique et dartreuse considérées en elles-mêmes et dans leurs rapports avec les éruptions scrofuleuses, parasitaires et syphilitiques, 1868

## Награды
- 1873 — Офицер ордена Почётного легиона[8]